# Nicole Billa
Nicole Billa (Kufstein, 5 de març de 1996) és una futbolista austríaca. Juga com a davantera i el seu equip actual és el TSG 1899 Hoffenheim de la Bundesliga alemanya.
El 2021 va ser reconeguda com a futbolista austríaca de l'any, després de ser la màxima golejadora de la Bundesliga en la temporada 2020-2021. Es destacà la seua capacitat golejadora com a motiu per a rebre el guardó.